# Bring Us Together (álbum)
Bring Us Together es el tercer disco de la banda danesa de pop alternativo The Asteroids Galaxy Tour que fue lanzado el 15 de septiembre de 2014.
El 11 de junio de 2014, fue desvelado por primera vez hacia los medios de prensa.

## Anuncio
El 13 de junio de 2014, el álbum fue dado a conocerse en su página oficial de Facebook con una canción de mismo nombre publicado dos días antes de haberse revelado el título oficial del mismo. También, a partir de ese mismo día podía apartarse para su lanzamiento oficial en septiembre junto a una gira en exclusiva alrededor de varios de los países que acababa de publicar el sitio para sus conciertos.

## Sencillo
El 4 de julio de 2014, "My Club", fue lanzado como su primer sencillo por iTunes.

## Lista de canciones
| Bring Us Together |                     |              |          |  |
| N.º               | Título              | Escritor(es) | Duración |  |
| 1.                | «Bring Us Together» |              | 4:19     |  |
| 2.                | «Navigator»         |              | 5:09     |  |
| 3.                | «My Club»           |              | 3:49     |  |
| 4.                | «Get Connected»     |              | 3:46     |  |
| 5.                | «Choke It»          |              | 5:16     |  |
| 6.                | «Hurricane»         |              | 4:12     |  |
| 7.                | «Rock the Ride»     |              | 4:11     |  |
| 8.                | «I Am the Mountain» |              | 5:31     |  |
| 9.                | «Zombies»           |              | 4:48     |  |
| 10.               | «X»                 |              | 3:43     |  |

## Recepción
Bring Us Together ha sido recibido con críticas positivas hechas por la especializada prensa de música danesa. 